# قلندرآباد (شیروان)
قلندرآباد روستایی در دهستان حومه بخش مرکزی شهرستان شیروان استان خراسان شمالی ایران است.

## جمعیت
بر پایه سرشماری عمومی نفوس و مسکن در سال ۱۳۹۵ جمعیت این مکان ۳۹۱ نفر (۱۱۳خانوار) بوده‌است.